# David Hodges (CSI)
David Hodges es un personaje de ficción, encarnado por el actor Wallace Langham en la serie de televisión de la cadena CBS, CSI: Crime Scene Investigation. David trabaja en el laboratorio CSI, como técnico de rastros, en el Departamento de Policía de Las Vegas. Hodges tiene la costumbre de dar más información de la que se le pide, intentando continuamente impresionar al resto de sus compañeros.

## Biografía
Nacido en Fort Worth, Texas. Graduado de la Universidad de San Diego previo paso por el Williams College. Técnico de Laboratorio transferido desde criminalista de Los Ángeles hasta Las Vegas debido a extraños motivos de ambiente laboral, ya que sus superiores tenían problemas con su actitud. Se considera el mejor técnico del laboratorio y quiere ser como Grissom, al cual, con actitudes altaneras trata continuamente de impresionar, lo que genera un leve rechazo a su persona por el resto. Sin embargo gracias a sus excelentes capacidades ha ayudado en reiteradas ocasiones al equipo: salvando a Nick y a los demás de no morir en la explosión de la caja donde se encontraba enterrado Stokes y ayudando a descifrar la relación que había entre las maquetas de Natalie Davis (Séptima temporada, episodio "Lab Rats"). Apareció por primera vez en la Tercera Temporada (episodio "Recipe for Murder"), donde se ha mantenido estable hasta hoy. Es un apasionado de los juegos de mesa: creó un juego de criminalista llamado "Lab Rats" y lo puso en práctica con la gente del laboratorio.
Es poseedor de una habilidad olfativa envidiable, pudiendo reconocer el olor a cianuro en cualquier mezcla de olores (el Dr. Robbins le pide a Hodges que use esta habilidad en el episodio "Iced" de la quinta temporada). Tiene un gato que se llama Kobayashi Maru en honor a la serie Star Trek.

## Relaciones
En las últimas temporadas, el personaje ha tenido interés en Sara, pero ella nunca le ha dado ninguna razón para creer que ella comparte sus sentimientos. Pero, posteriormente, Hodges se sintió atraído por su compañera de técnico de laboratorio Wendy Simms. Vemos un continuo coqueteo entre ambos en cada escena que comparten, como también, pequeños expresiones de sus sentimientos, como en "The Chick Chop Flick Shop" y en "You Kill Me". En una rareza de la temporada 9, en el episodio "A Space Oddity", después de coincidir juntos en una convención de Astro Quest, existe una considerable tensión romántica, con repetidas fantasías de Hodges, sobre el show, con él y Wendy en los papeles principales.